# 喩熙杰
喩 熙杰（喩 熙傑）（ゆ きけつ、1899年3月 – 没年不詳）は、中華民国の実業家・政治家。北京市の有力実業家である一方で、中華民国臨時政府、南京国民政府（汪兆銘政権）華北政務委員会で各職を歴任した。

## 事績
明治大学高等専攻科卒。成城学校教師、冀察政務委員会外交委員会組長、北京地方維持会顧問兼総務処長、南満洲鉄道北支事務局参与、中日実業株式会社専務などを歴任。その後、中華民国新民会事務総長兼組織部長となる。
1942年末に新民会会長の王揖唐が退任、副会長の殷同が死去したことに伴い、1943年（民国32年）1月20日に喩熙杰は副会長に昇格した（会長は朱深が就任）。その後は華北政務委員会委員、新国民運動促進委員会委員、国民政府委員を歴任した。1945年（民国34年）2月20日、華北政務委員会常務委員に昇格している。
日本敗北後は蔣介石の国民政府に逮捕され、1948年（民国37年）4月29日、河北高等法院において懲役10年の判決を言い渡された。
以後、喩熙杰の行方は不詳である。